# フィリングハウゼンの戦い
フィリングハウゼンの戦い（フィリングハウゼンのたたかい、英語: Battle of Villinghausen）、またはフェリングハウゼンの戦い（フェリングハウゼンのたたかい、英語: Battle of Vellinghausen）は七年戦争中の1761年7月15日から7月16日まで、フランスの大軍に対しフェルディナント・フォン・ブラウンシュヴァイク＝ヴォルフェンビュッテル率いるイギリス・ドイツ連合軍が勝利した戦闘。

## 背景
フランスの2人の将軍ブロイ公とスービーズ公はそれぞれ一軍を率いていたが、1761年7月に合流してブラウンシュヴァイク＝ヴォルフェンビュッテル公子カール・ヴィルヘルム・フェルディナントを重要な拠点であるリップシュタットから追い出そうとした。フリードリヒ・フォン・シュペルケン率いる連合軍の増援が到着したことでフェルディナント軍は6万5千人に膨れ上がったが、それでもフランス軍の9万人より少なかった。

## 戦闘
プロイセン・ハノーファー・イギリスの連合軍は山に沿って陣地を構え、その北にはリッペ川、中央にはアーセ川が通っていた。フランス軍は7月15日に進軍、北のブロイ軍はハインリヒ・ヴィルヘルム・フォン・ヴートギナウ率いるドイツ軍に攻撃を仕掛けたが、そのすぐ南にいるグランビー侯爵率いるイギリス部隊はヴートギナウを支援し、フランスの突撃は失敗して戦局が膠着した。その夜、両軍の増援がそれぞれ到着し、フェルディナントは右翼の部隊を引き抜いて左翼を補強した。
翌日の朝、ブロイ軍は連合軍左翼への攻撃を続け、スービーズ軍が弱い連合軍右翼を攻撃することを期待した。しかし、スービーズ公とブロイ公の階級が同じだったためスービーズ公はブロイ公に命令されることを嫌い、小規模な攻撃しかしなかった。そのすぐ後、ウルフ将軍率いる連合軍の増援が到着し、リッペ川に沿ってフランス軍を側面から攻撃、ブロイ軍の攻撃を中止させて撤退させた。正午ごろにはフランス軍全軍が撤退をはじめ、戦闘はこれで終わった。

## その後

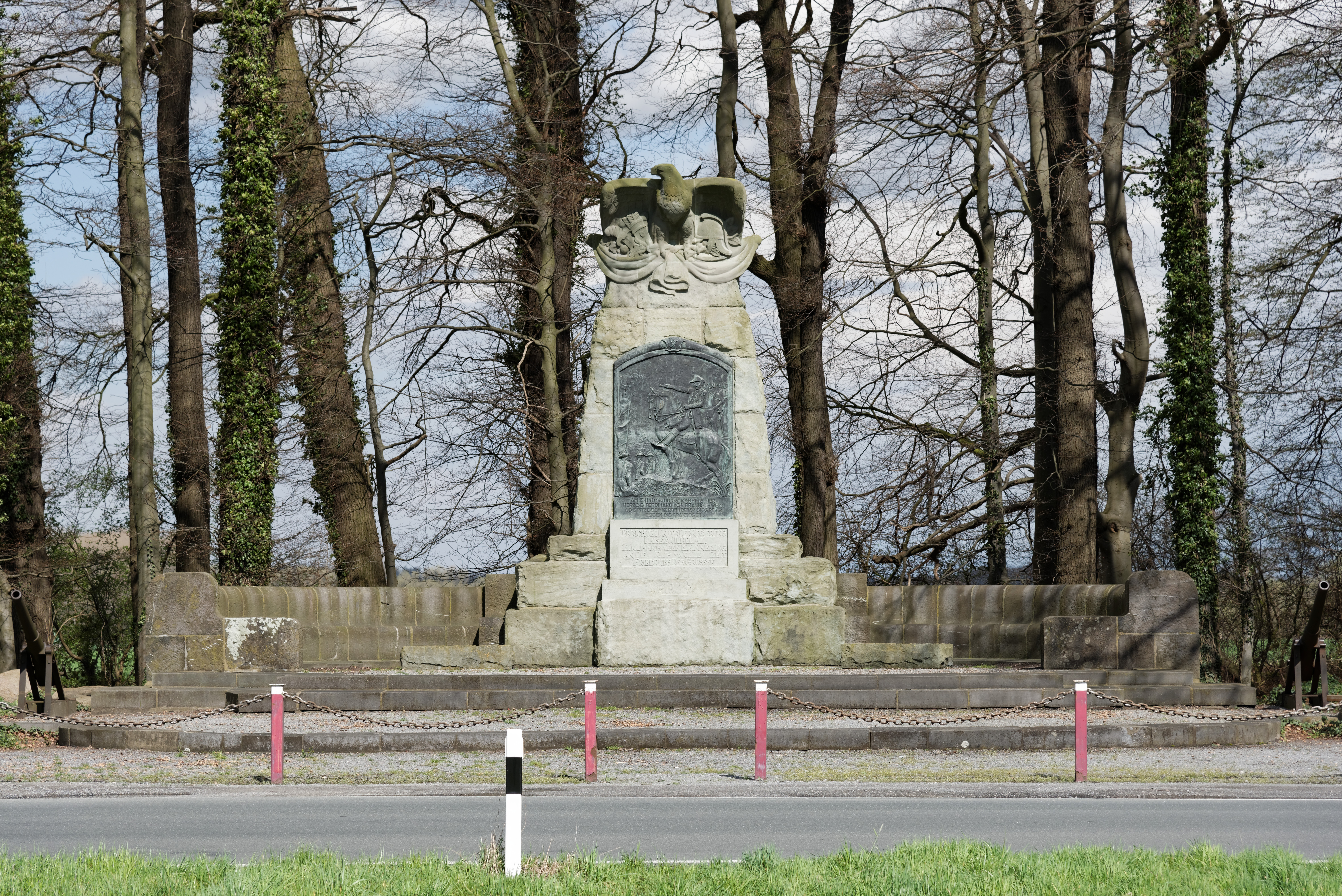
戦闘の記念碑

戦勝の報せにイギリス全体が歓喜し、大ピットは条約交渉での態度を硬化させた。敗北にもかかわらずフランス軍は数でイギリス軍を上回り続けており、侵攻を続けたが、ブロイ軍とスービーズ軍は再び別れて独自に進軍した。しかし、どちらもイギリス軍に押し返され、1762年にはカッセルを失った。1763年のパリ条約でフランス軍は残りの占領地からも撤退した。